# Ancylolomia perfasciata
Ancylolomia perfasciata là một loài bướm đêm trong họ Crambidae.